# Viticulture en France

Les principaux vignobles de France.

La viticulture en France trouve ses sources à l'époque de la colonisation grecque. La France étant l'un des pays de l'héritage latin, le vin fait partie intégrante de sa culture. La façon dont la culture française s'est investie dans l'élaboration de ses vins lui a même valu la réputation internationale d'être « le pays du vin ».
La France compte 76 000 exploitations viticoles. Elle est le premier pays producteur mondial de vin en 2023 en volume avec 45,8 millions d'hectolitres devant l'Italie (43,9) et l'Espagne (30,5).

## Histoire

### Antiquité

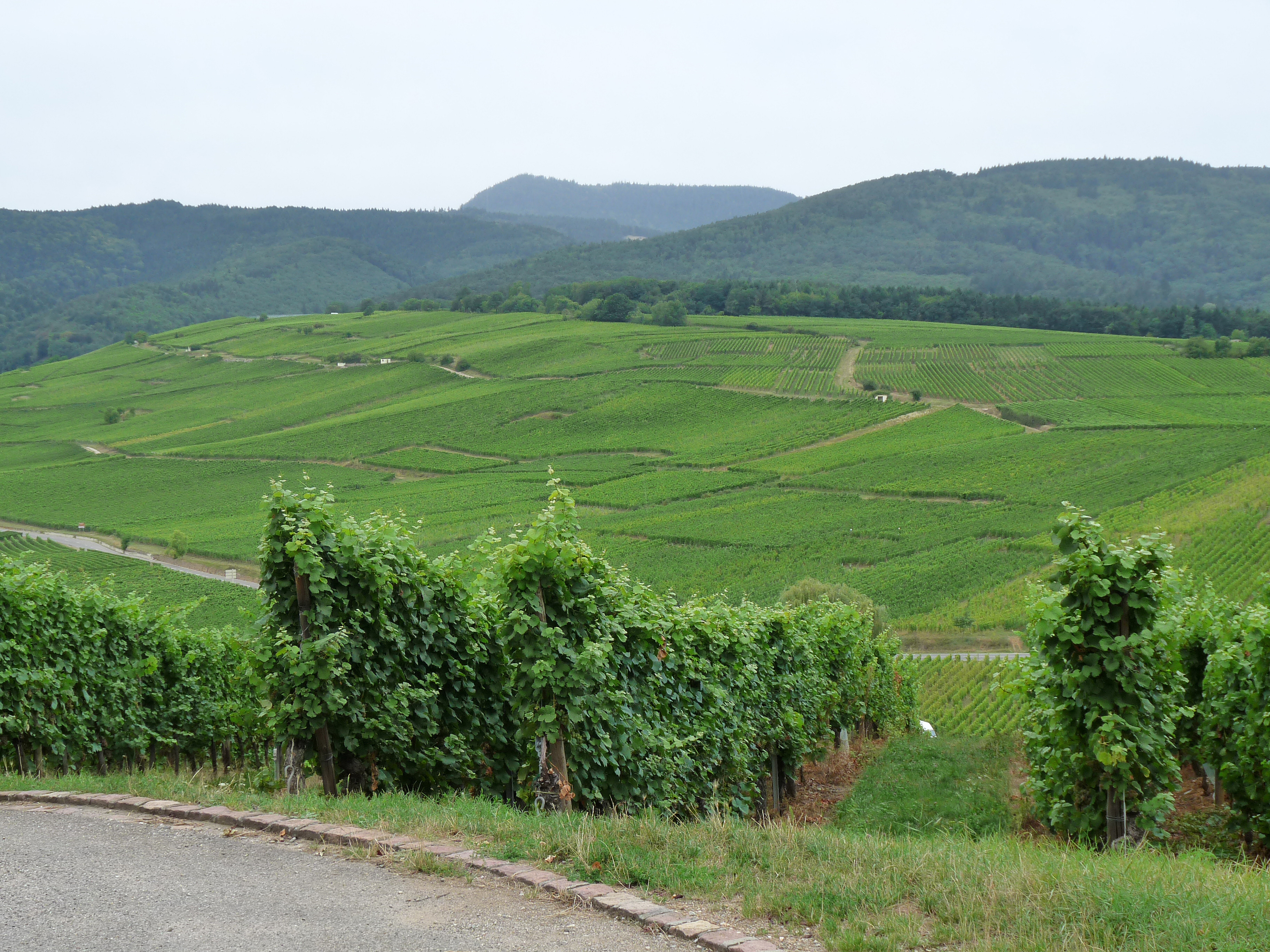
Un vignoble en Alsace.

Dans les civilisations antiques du Proche-Orient ancien, la boisson principale était la bière, consommée quotidiennement de par sa facilité de fabrication : préparée le matin, elle était bue dans la journée. L'élaboration du vin exigeait une plus grande maîtrise, sa technologie se diffusa plus lentement dans le monde grec puis dans le monde gaulois. Ainsi, les Gaulois consommèrent de l'hydromel et surtout de la bière avant d'importer du vin, puis de l'exporter et de devenir, sous l'Empire romain, d’excellents viticulteurs.
Les premiers comptoirs grecs établis sur les rivages méridionaux de ce qu'aujourd'hui est la France furent fondés entre le VIIe et le VIe siècles av. J.-C. par les Grecs phocéens, qui y apportèrent la culture de la vigne, les vignobles étant alors circonscrits à d'étroits espaces proches du littoral avant de se diffuser dans la Gaule celtique. Le vin fut quant à lui introduit par les marchands venus des cités étrusques à la fin du VIIe siècle avant notre ère,.

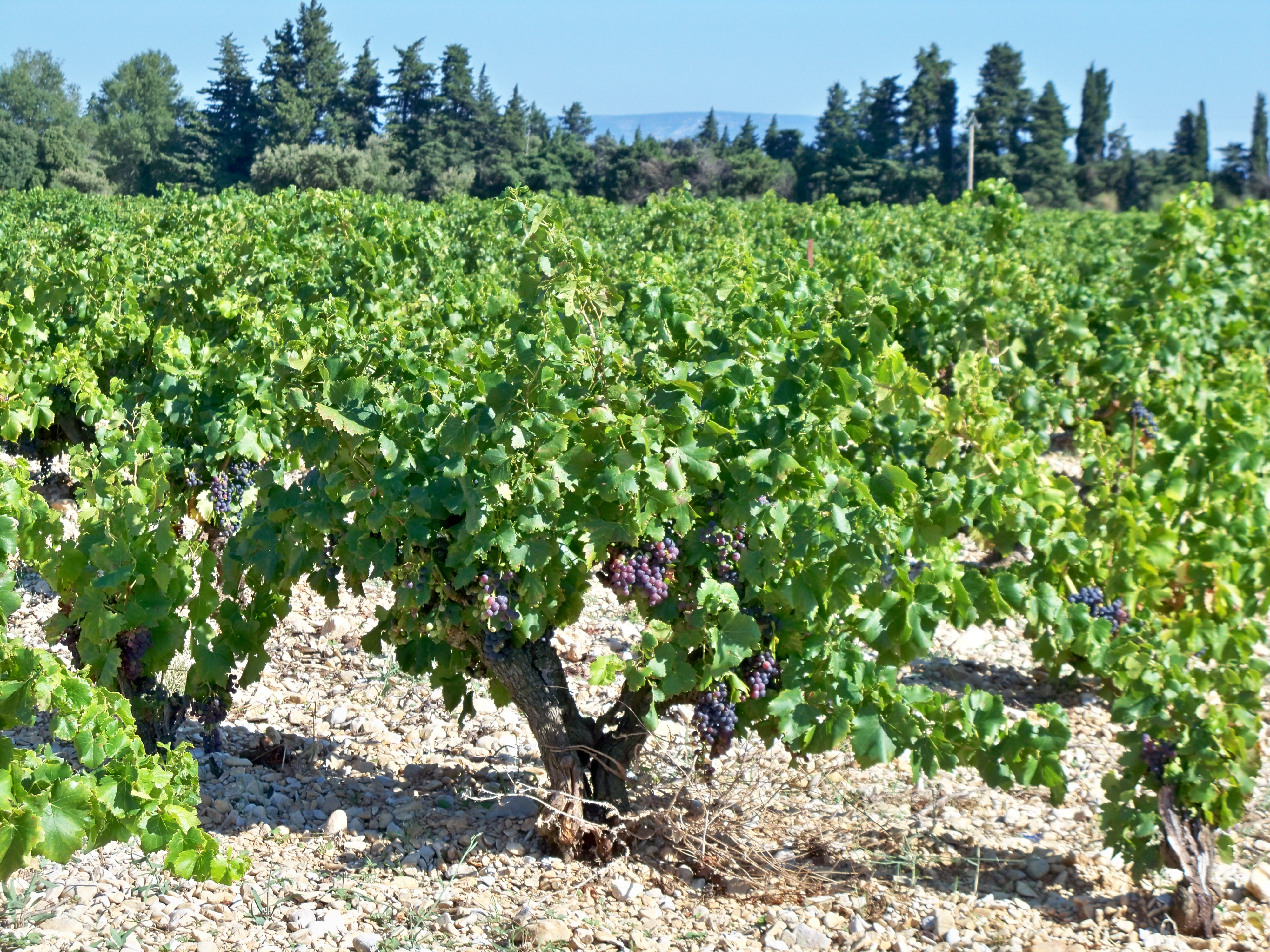
Cépages dans le Vaucluse.

Les Gaulois buvaient le vin pur. Selon l'hypothèse de l'archéologue Matthieu Poux, couper le vin était tabou car ce produit était assimilé au sang. Le développement du vin gaulois disparut avec l'extension de la production romaine en Gaule, car seuls les citoyens romains avaient le droit de planter des vignes. Il réapparut au Ier siècle av. J.-C. L'avancée romaine en 125 av. J.-C., le long du couloir rhodanien vers le nord, et à l'ouest vers le Languedoc, vit alors la diffusion de la vigne et le développement de son industrie en Gaule : les importations vinaires empruntaient deux axes de distribution principaux. La voie par l'Aude et la Garonne alimentait l'Ouest de la Gaule, l'autre le Nord par le Rhône ou les voies secondaires de l'Allier et de l'Hérault. L'importation en masse de vin romain perdura jusqu'au Ier siècle av. J.-C. Le vin était payé par deniers, troc (bétail, céréales, biens manufacturés) voire par échange d'esclaves (un esclave contre une amphore de vin selon l'écrivain grec Diodore de Sicile) et sa production était alimentée par les guerres entre les tribus gauloises. Le vin était transporté essentiellement par voie maritime (commerce hauturier ou par cabotage) et fluviale, à l'aide d'amphores ou en vrac dans les dolia disposées à poste fixe au centre de bateaux-citernes. Le commerce terrestre étant plus coûteux. Lorsque la Gaule fut conquise et que les aristocrates gaulois ne pouvaient plus utiliser le commerce du vin romain pour assurer leur domination politique, la viticulture gauloise se développa sur tout le territoire afin de réduire les distances de transport du vin en charrettes sur des 
routes mal carrossées qui le malmenaient (multiplication des surfaces de vignes et des installations viticoles avec des pressoirs et des chais équipés de foudres ou de dolia) et s'exporta vers l'ensemble de la Méditerranée.

Le vin étant un marqueur de prestige, il était consommé en premier lieu par les élites. La présence d'amphores dans les habitations modestes suggère que la consommation s'était démocratisée, mais ces récipients pouvaient être là juste en réemploi. Vers la fin du Ier siècle av. J.-C., la production de la Gaule narbonnaise commençait à concurrencer les vins italiens. En 92, l’empereur Domitien fit interdire la plantation de vignes et ordonna l’arrachage de 50 % du vignoble méditerranéen, interdiction levée seulement en 276 par un édit de Probus qui « remplit la Gaule de vignobles », selon l'expression d'Aurelius Victor, pour s'attirer la faveur des Gaulois face à la menace des invasions barbares. Les vignobles bordelais, languedocien et rhodanien s’épanouirent et la vigne atteint alors la région parisienne, qui restera longtemps l’une des plus grandes régions viticoles françaises. Les Gallo-romains, en développant la culture viticole, améliorèrent les procédés de vinification par la technique du vieillissement en fûts de chêne. Le déclin de l’Empire romain au Ve siècle aurait porté un coup au développement de l’agriculture gauloise.

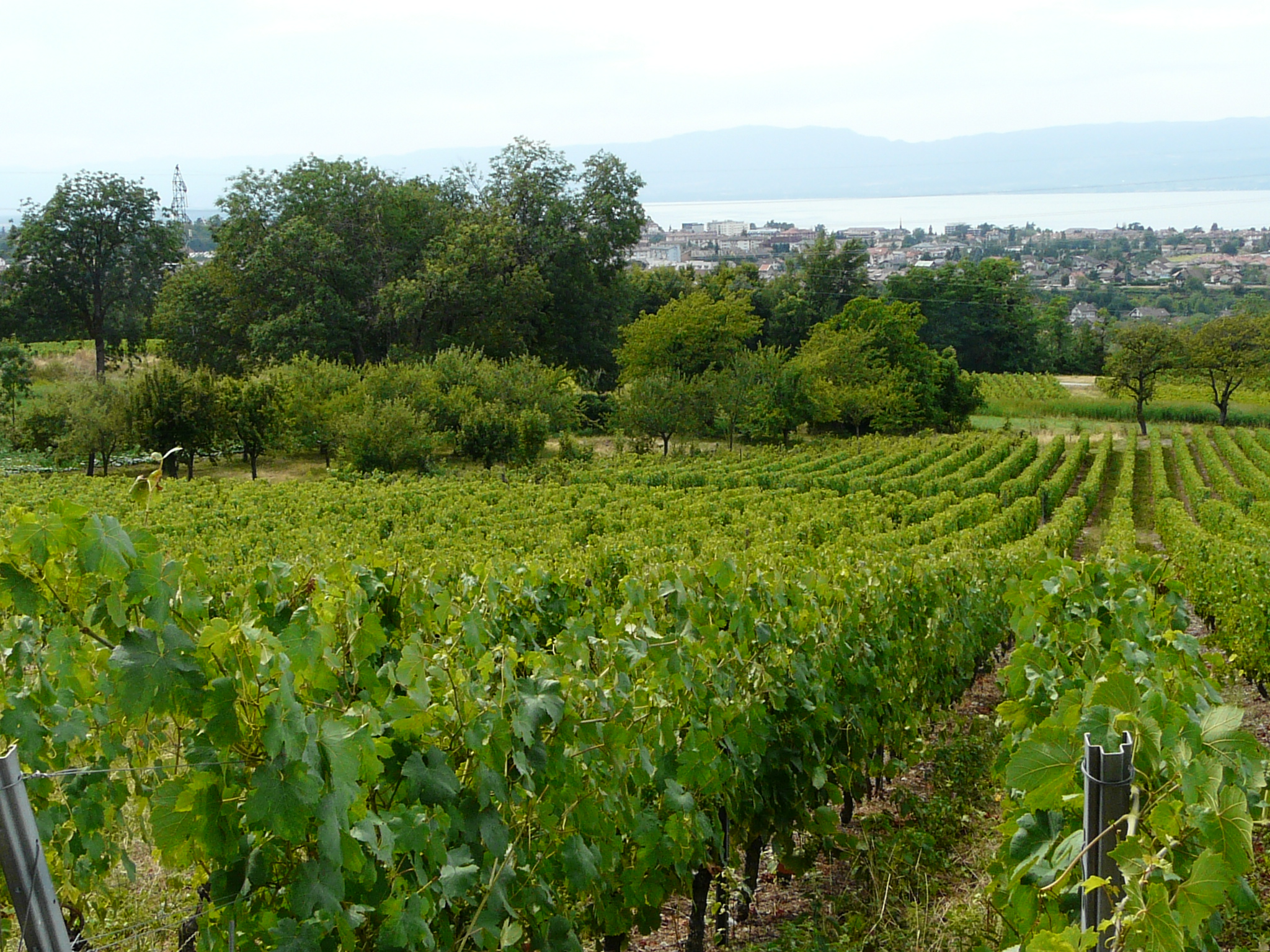
Un vignoble en Haute-Savoie.

### Du Moyen Âge aux temps modernes
Au cours du Moyen Âge, le paysage viti-vinicole français évolua et subit de profondes modifications. En Bretagne et en Normandie par exemple, la noblesse, séduite par le cidre importé du Pays basque par voie maritime, arracha entièrement ses vignes en les remplaçant par des pommiers. À partir du IVe siècle, le christianisme concourut au renforcement de la valeur attachée au vin, prenant la relève sur l'Empire romain. La liturgie de la communion sous les deux espèces (le pain et le vin) pratiquée jusqu’au XIIIe siècle, fut l’un des moteurs du maintien de la tradition viticole. Alors que les vins de l’Antiquité étaient coupés d’eau et agrémentés d’herbes et d’aromates, le vin sous sa forme moderne apparu au Moyen Âge. Les cathédrales et les églises étaient propriétaires de nombreux vignobles et, sous couvert de l’activité du « vin de messe », les moines géraient de nombreux vignobles monastiques, contribuant ainsi à la création de vignobles existant jusqu'à nos jours. L’expansion de la civilisation chrétienne fut ainsi à l’origine de l’expansion de la viticulture dans le monde.
Dans les siècles qui suivirent, les vignobles français dessinèrent peu à peu le paysage actuellement connu la fin du Xe siècle, le vignoble de Bordeaux, seule région viticole à ne pas être sous influence de l’Église, commença à se développer. Le duché d’Aquitaine, uni à la couronne d’Angleterre, remplit les flottes anglaises de clairet dont les Anglais raffolaient. Au début du XIIe siècle, le vignoble de Champagne fut créé par la grande charte champenoise, donnée par Guillaume de Champeaux, évêque de Châlons-sur-Marne. Dès le XVIIe siècle, le Champenois produisait essentiellement des vins mousseux ; le Bergeracois découvrit la botrytisation ; Paris et l'Île-de-France était alors le plus grand vignoble de France, qui approvisionnait les villes, grandes consommatrices de vin.
Au cours de la seconde moitié du XVIe siècle, les crises frumentaires devenues cycliques influencèrent la culture de la vigne. Lors de la famine de 1566, Charles IX ordonna l'arrachage des vignobles en France pour semer du blé. Cet édit fut annulé sous le règne de Henri III, le roi recommandant alors aux gouverneurs de ses provinces de contrôler que « les labours n'ont pas été négligés dans leurs circonscriptions en faveur d'une culture excessive de la vigne ».
Des intellectuels de la Renaissance, du siècle des Lumières ou du XIXe siècle ont donné l'image erronée d'une société de « buveux » au Moyen Âge. Si tout le monde à cette époque boit du vin, y compris les femmes et les enfants, sa consommation dans le peuple reste toutefois modeste et est essentiellement l'apanage des hauts dignitaires de l'Église, des nobles, des patriciens des villes. La consommation chez ces derniers ainsi que chez les membres des communautés monastiques peut dépasser le litre par jour mais il faut rappeler que la teneur en alcool des vins est alors faible, que l'eau est considérée comme polluée et le vin et le cidre sont des boissons peu valorisées. Jusqu’au XVIIe siècle, le vin constituait la seule boisson stockable et sûre. Ce n’est qu’avec le développement des bières d'une part, l'importation des lointaines colonies du thé, du café et du chocolat faisant apparaître de nouvelles boissons d'autre part, ainsi que le déploiement de l’eau courante, que le vin fut détrôné.

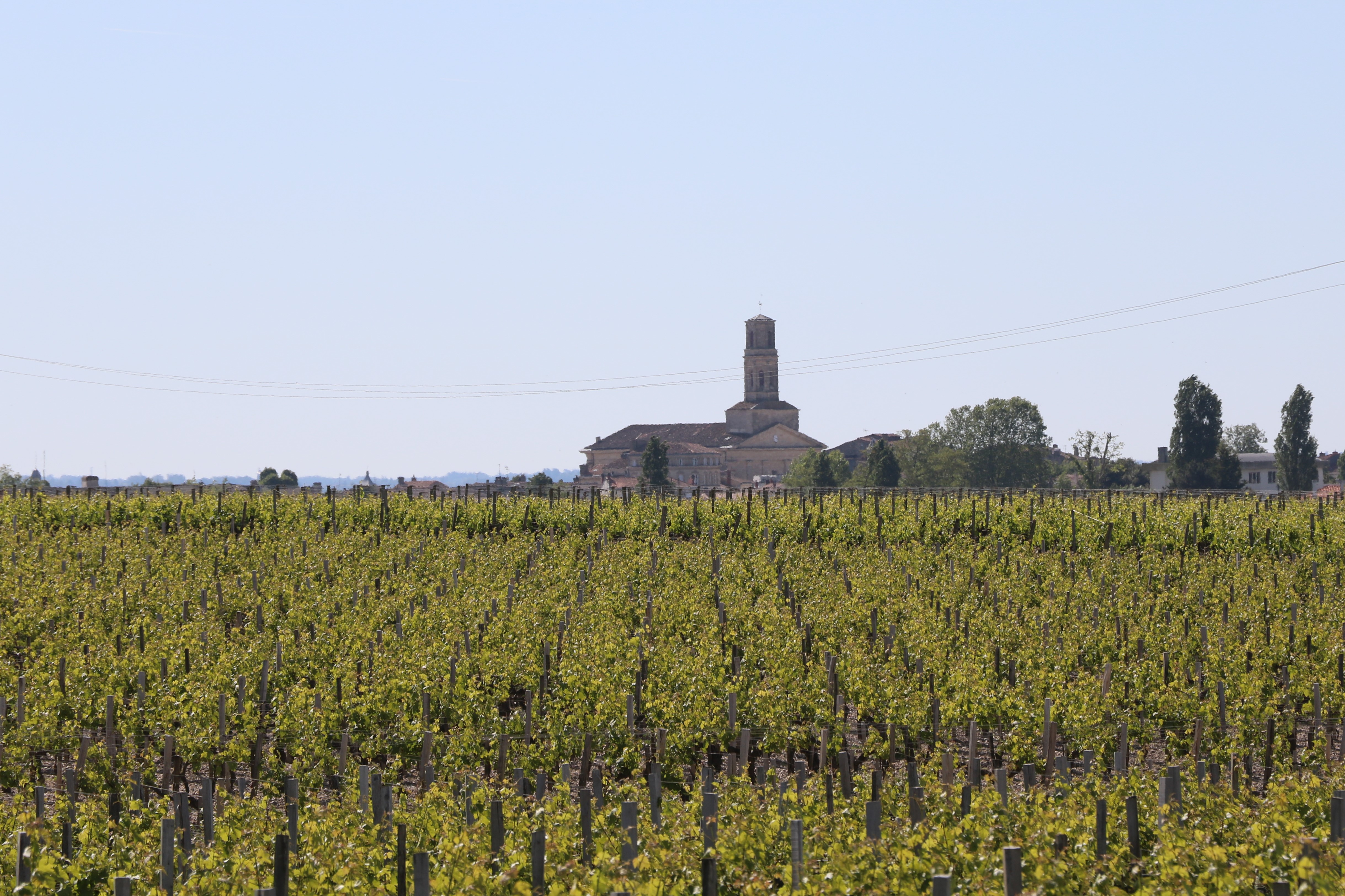
Le vignoble de Pauillac au cœur du Médoc dans le Bordelais compte 18 grands crus classés en 1855.

Napoléon III établit la Classification officielle des vins de Bordeaux de 1855 à l'occasion de l'Exposition universelle de Paris de 1855.
Ce n'est qu'au XIXe siècle que la consommation de vin par les Français se démocratise et progresse fortement, en lien notamment avec une politique de libéralisation (suppression des octrois ; article 4 de la loi du 17 juillet 1880 qui autorise quiconque à ouvrir un débit de boisson, sur simple déclaration en mairie, ce qui fait passer le nombre de 280 000 en 1830 à 350 000 en 1850 et 470 000 en 1930, soit un débit pour 85 habitants). La consommation moyenne par habitant double ainsi entre le début du règne de Louis-Philippe en 1830 et la veille de la Seconde Guerre mondiale. Le vin est alors perçu comme un élément de santé dans la médecine populaire, comme l'atteste l'avis de l'Académie nationale de médecine du 10 août 1915, qui considère que la norme tolérable de consommation se situe autour de 50 à 75 centilitres de vin pris par repas. À la fin du XIXe siècle, la consommation excessive de vin est désormais perçue comme une pathologie : les transformations du travail (évolution du monde d'agriculteurs et d'ouvriers dont le travail pénible physiquement est facilité par le développement du machinisme), la naissance de l'alcoolisme et l'hygiénisme participent à cette nouvelle perception.
À la fin du XIXe siècle la catastrophe du phylloxéra (un puceron) menaça de rayer de la carte les vignobles européens. La solution fut de greffer les cépages français sur des porte-greffes américains résistants. Le phylloxéra a épargné une petite partie du vignoble du Languedoc car les sols sableux empêchent le déplacement de la forme souterraine du phylloxéra. Pour les mêmes raisons, une partie du vignoble des Landes aurait été épargnée.

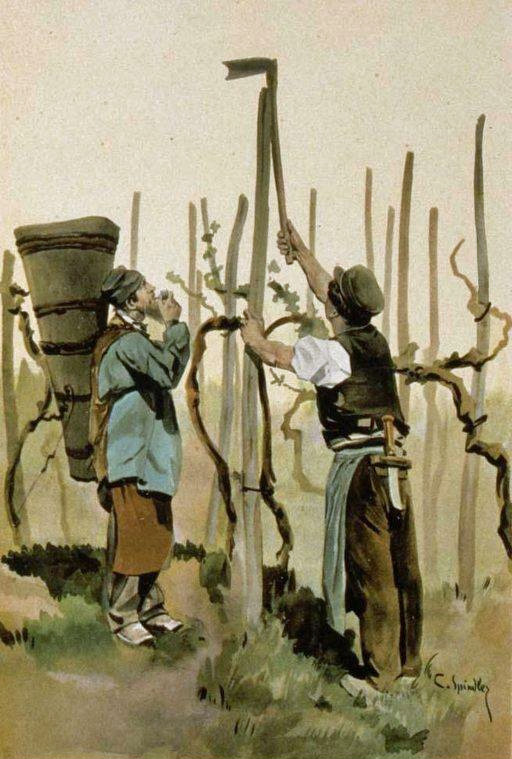
Vignerons (environs d'Obernai) par Charles Spindler (1902).

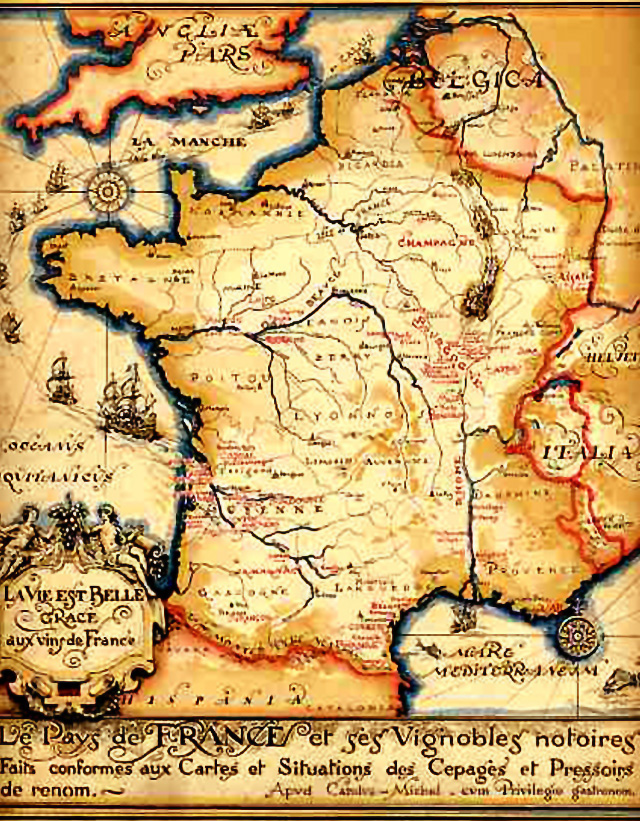
Carte des vins de France en 1905.

Le système d'appellations fut établi par la loi d'août 1905.
Le choix des cépages pour la production de viticole n'est plus libre en France depuis la parution en 1953 d'un décret portant sur l'orientation de la production viticole.
En 1955 les cépages furent classés en trois catégories :
- cépages recommandés ;
- cépages autorisés ;
- cépages tolérés.

En 1970, la réglementation communautaire ne reconnaît que deux catégories : les cépages recommandés, issus de cultivars de Vitis vinifera adaptées à leur zone de culture, et les cépages autorisés, dont la culture n'est pas souhaitable (il est pratiqué un abattement des surfaces de 30 % en cas de replantation en cépage autorisé).
La fin du XXe siècle est marquée par la concurrence des pays traditionnellement exportateurs (France, Italie) qui privilégient les vins de terroir, et les pays dits du Nouveau Monde (États-Unis, Argentine, Chili, Australie, Afrique-du-Sud) plutôt orientés vers les vins de cépage (appelés aussi vins technologiques).

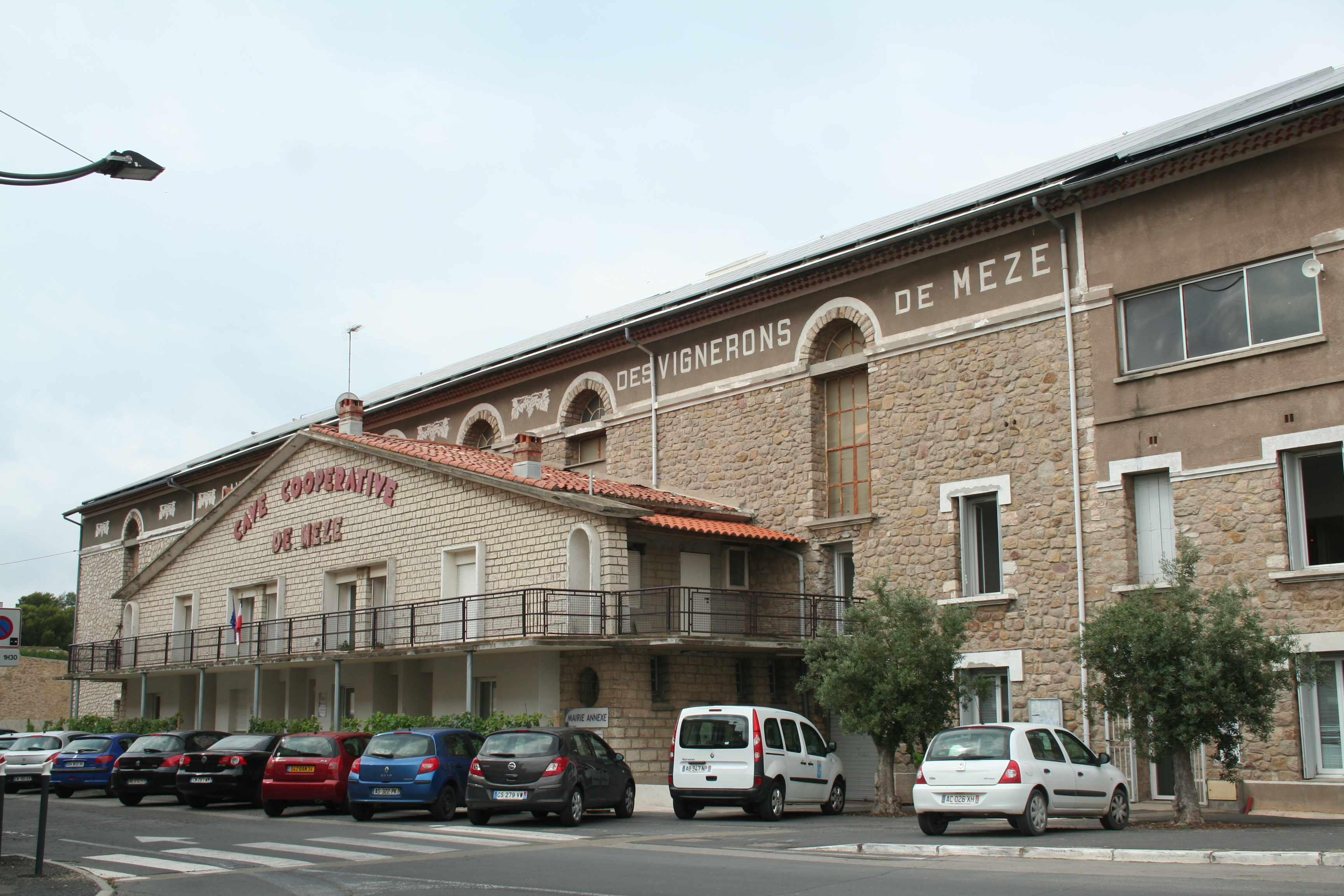
Siège de la coopérative vinicole de Mèze (Hérault).

### Période récente
Le consommateur européen est devenu au cours des années, plus exigeant, plus sélectif, plus regardant sur la qualité et curieux des vins d'autres contrées. En France, la consommation moyenne a régressé de près de 10 % de l'an 2000 à 2005. Les exportations ont chuté de 3 % en 2003 et au premier trimestre 2004, elles enregistrent une baisse de 7 % en valeur et de 4,6 % en volume, par rapport au premier trimestre 2003. La consommation de vin par Français est presque divisée par trois en cinquante ans, passant de 140 litres par habitant en 1960 à 80 litres en 1999 puis 50 litres en 2010. Les Français restent au début du XXIe siècle les consommateurs de vin les plus importants au monde, mais ils ont pourtant l'un des taux d'infarctus du myocarde les plus bas. Ce phénomène est désigné sous le nom de paradoxe français et s'explique potentiellement par la présence de resvératrol dans le vin rouge, un antioxydant protégeant les artères.
En France, 2,1 % des zones cultivées sont consacrées à la viticulture en 2006, les vignes occupant 3,7 % de la surface agricole utile en 2011. Celles-ci consomment 20 % de la masse totale des pesticides utilisés en France et 30 % des fongicides, dont les effets néfastes pour la santé s'exercent également sur les personnes qui les manipulent où vivent à proximité des zones de traitement, comme le montre un rapport de l'ANSES de 2014. Le nombre de traitement moyen par an en France est de 12 pour les fongicides, 2 insecticides et 2 herbicides,, il dépend des conditions climatiques et géographiques.
Les exportations de vin français représentaient 15,2 millions d'hectolitres en 2006-2007 pour 6,7 milliards d'euros. Principaux clients en volume, le Royaume-Uni, l'Allemagne et la Belgique. En valeur, en revanche, les États-Unis (1,08 milliard d'euros) talonnaient le Royaume-Uni (1,43 milliard d'euros). Cependant 2008 et 2009 ont connu une baisse importante (-16 % sur le premier trimestre 2009).
La France produit 16 % du vin de la planète et reste le premier producteur mondial en 2010 avec 44,75 millions d'hectolitres mais chaque année voit la production baisser dans des proportions variant entre 2 et 5 %. Elle reprend sa première place en 2014, avec 46,2 millions d'hectolitres (+10% par rapport à 2013), devant l'Italie (44,4 millions d'hectolitres) et l'Espagne (37 millions d'hectolitres). En 2010 le montant des exportations ne représentait plus que 6,2 milliards d'euros.
Une nouvelle vague épidémique ravage le vignoble : un rapport parlementaire sur les maladies de la vigne publié en juillet 2015 évalue à 13 % la part du vignoble français rendu improductif en une quinzaine d'années ; l'ensemble du vignoble européen est touché. Selon l’Institut français du vin, cette disparition d’une partie des vignes représenterait un manque à gagner d’environ 1 milliard d’euros sur les 20 milliards d’euros de chiffre d’affaires de la profession. Selon l’organisme public FranceAgriMer, ce sont 3 à 5 millions d’hectolitres qui font défaut. Le mal continue de progresser touchant, selon le rapport, 0,5 % à 1 % du vignoble chaque année ; la région de Cognac et le Jura sont particulièrement touchés. Deux maladies qui s’attaquent au bois sont désignées : l’esca causée par un champignon et la flavescence dorée transmise par un insecte. Le seul remède est l'arrachage.
Le Languedoc-Roussillon reste en 2015 la première région viticole de France par sa superficie et ses volumes avec un tiers de la superficie viticole totale française et un tiers de la production de la production française (13,5 millions d’hectolitres en 2013, soit 5 % de la production mondiale).
En 2016, la FEVS (Fédération des exportateurs de vins & spiritueux de France) annonce un nouveau record pour les exportations françaises de vins (deux tiers des exportations) et spiritueux (un tiers), soit 11,7 milliards d'euros, le secteur des vins et spiritueux restant néanmoins le second secteur d'exportation bénéficiaire en France derrière l'aéronautique, devant le secteur des parfums et cosmétiques (9,2 milliards).
En 2017, la France est le deuxième producteur mondial de vin derrière l'Italie et devant l'Espagne, et le troisième exportateur mondial.
En 2020, le secteur de la viticulture est affecté par la pandémie de Covid-19 en France, à cause des secteurs administrativement fermés depuis le 15 mars 2020 et des marchés à l’exportation. Cette crise s'ajoute à celle provoquée par l’instauration des sanctions américaines sur les importations de vin en novembre 2019. Un plan spécifique de soutien de la filière viti-vinicole française est mis en place. Les exportations ont baissé de 11,3% en 2020. En France, 27.461 hectares de vignes seront arrachés d'ici la mi-2025 pour lutter contre la surproduction. 1.300 viticulteurs prévoient en outre d'arrêter totalement la culture de la vigne sur 8.700 hectares. La consommation moyenne a régressé en 2023 a 40 litres par an et par personne.

Logo en vigueur, obligatoire pour l'étiquetage des vins biologiques, représentant 20 % de la surface en vigne en France.

D'après l'atlas des pesticides publié en 2023, si la France reste un des trois pays européens qui autorisent le plus de pesticides, et peine à réduire son utilisation, elle est également première à l’échelle mondiale sur les surfaces de vignes cultivées en bio avec 20 % du vignoble total en 2021.

## Vignobles
La France possède de nombreux vignobles, ayant chacun des sols, des pratiques culturales et une histoire différents. Ces caractéristiques définissent le terroir. Le nom du terroir dont le vin est issu est indiqué sur l'étiquette de la bouteille. Le terroir viticole est une notion qui permet de reconnaître à chaque vin une personnalité de par les cépages utilisés, de par les terrains sur lesquels les vignes poussent, de par les microclimats dont ils profitent, de par le savoir-faire des vignerons qui cultivent la vigne, vinifient et élèvent le vin.
Dans le Bordelais, les terroirs portent le nom du propriétaire parfois précédé de la dénomination « château ». Cette appellation n'accepte que les vignes de la propriété sur laquelle le château se trouve. L'étiquette des vins de Bordeaux peut citer le nom du château et son éventuel classement en « cru » des vins du Bordelais. Une exception notable, le vin Petrus n’a jamais apposé la mention « château », car il n'en existe pas.
En Bourgogne, le terroir, nommé « climat », est souvent délimité par les parcelles bien identifiées au cadastre et par des murets. Il existe des centaines de terroirs portant le nom des parcelles.
Les vignobles de cette liste sont ceux du Portail Wikipédia de la vigne et du vin, mais le terme « vignoble » a ici un sens général et ne signifierait aucunement une sorte d'organigramme des vignobles. Par exemple le vignoble du Val de Loire est constitué de vignobles plus petits, comme le vignoble d'Anjou ou le vignoble de Touraine. À leur tour ces derniers sont constitués d'autres vignobles encore plus petits ou tout simplement des territoires correspondant aux appellations. Ces mêmes territoires peuvent être appelés à leur tour des vignobles, sans que cela ait un sens officiel.

### Vignobles produisant au moins une AOC
| Vignoble             | superficie (km²) | production (M bout.) | ventes (M€) | rendement (hL/ha) | prix moyen (€/bt) | rentabilité (€/m²) |
| -------------------- | ---------------- | -------------------- | ----------- | ----------------- | ----------------- | ------------------ |
| Alsace               | 156              | 150                  | 610         | 72.1              | 4.07              | 3.91               |
| Beaujolais           | 157              | 100                  |             | 47.7              |                   |                    |
| Bordelais            | 1120             | 720                  | 3740        | 48.2              | 5.19              | 3.34               |
| Bourgogne            | 283              | 185                  | 1400        | 49                | 7.57              | 4.94               |
| Champagne            | 337              | 307                  | 4500        | 68.3              | 14.66             | 13.35              |
| Charentes            |                  |                      |             |                   |                   |                    |
| Corse                | 70               | 49                   | 120         | 52.5              | 2.45              | 1.71               |
| Jura                 | 19               | 10                   |             | 39.5              |                   |                    |
| Languedoc-Roussillon | 2260             | 1680                 | 2200        | 55.8              | 1.31              | 0.97               |
| Lorraine             | 1.8              |                      |             |                   |                   |                    |
| Lyonnais             | 2.6              | 1.3                  |             |                   |                   |                    |
| Provence             | 260              | 185                  | 610         | 53.4              | 3.3               | 2.35               |
| Savoie-Bugey         | 22.7             | 16                   | 50          | 52.9              | 3.13              | 2.2                |
| Sud-Ouest            | 500              | 450                  |             | 67.5              |                   |                    |
| Val de Loire         | 650              | 380                  | 1500        | 43.8              | 3.95              | 2.31               |
| Vallée du Rhône      | 700              | 376                  | 1470        | 40.3              | 3.91              | 2.1                |

### Vignobles produisant au moins une IGP
- Normandie : 1 IGP (calvados).

### Autres vignobles
- Vignoble de Bretagne : beaucoup de vignes municipales, associatives et de nombreux particuliers ;
- Vignoble d'Ile-de-France : plusieurs centaines de vignes municipales, associatives et de nombreux particuliers ;
- Vignoble de La Réunion : un vin (cilaos) ayant fait une demande d'IGP ;
- Vignoble du Nord-Pas-de-Calais : quelques vignes municipales, associatives et de nombreux particuliers ;
- Vignoble de Picardie : uniquement des vignes municipales, associatives et quelques particuliers ;
- Vignoble de Tahiti : un vin « vin-de-tahiti ».

### Cartes de vignobles

Vignoble d'Alsace.
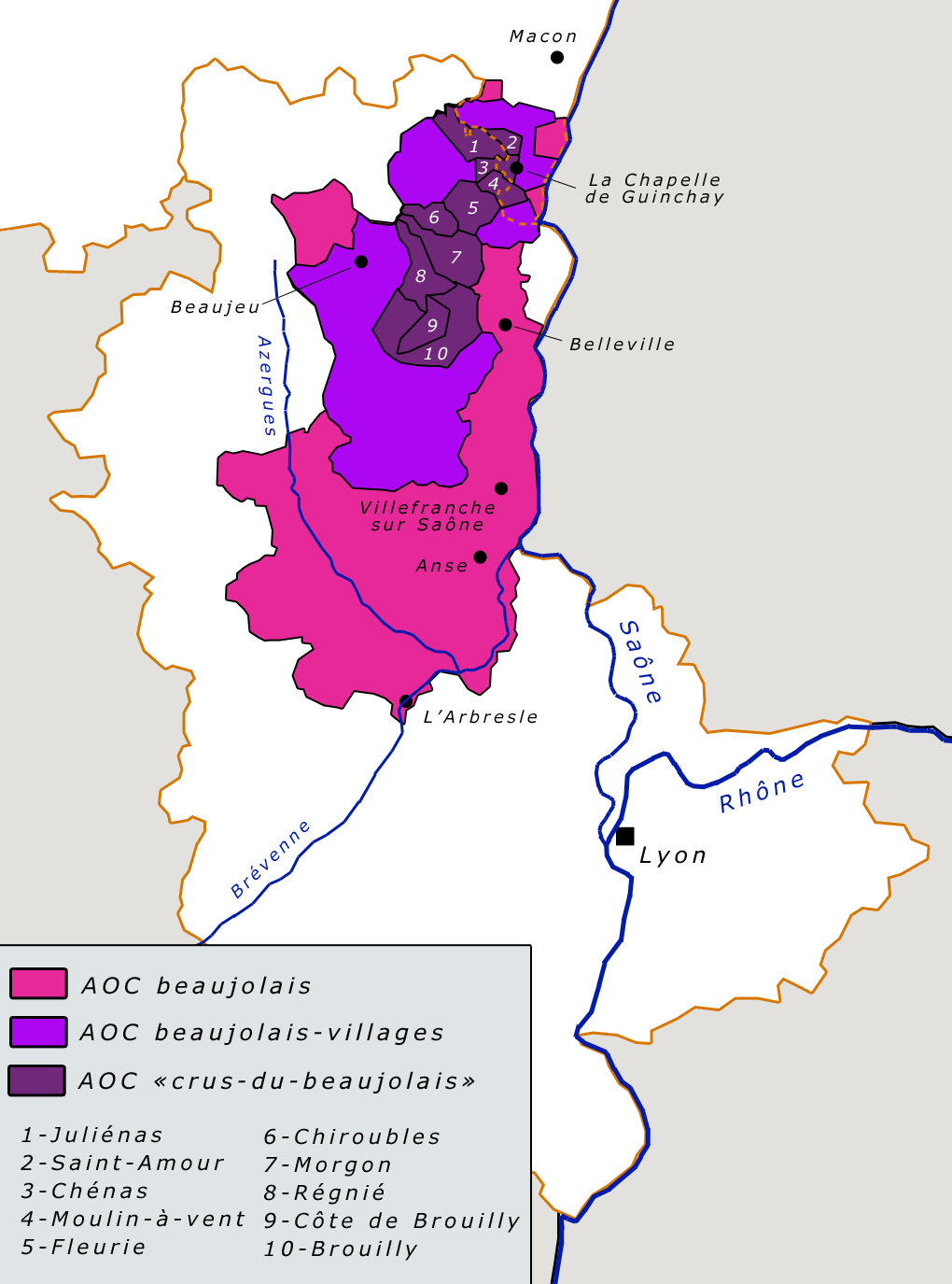
Vignoble du Beaujolais.
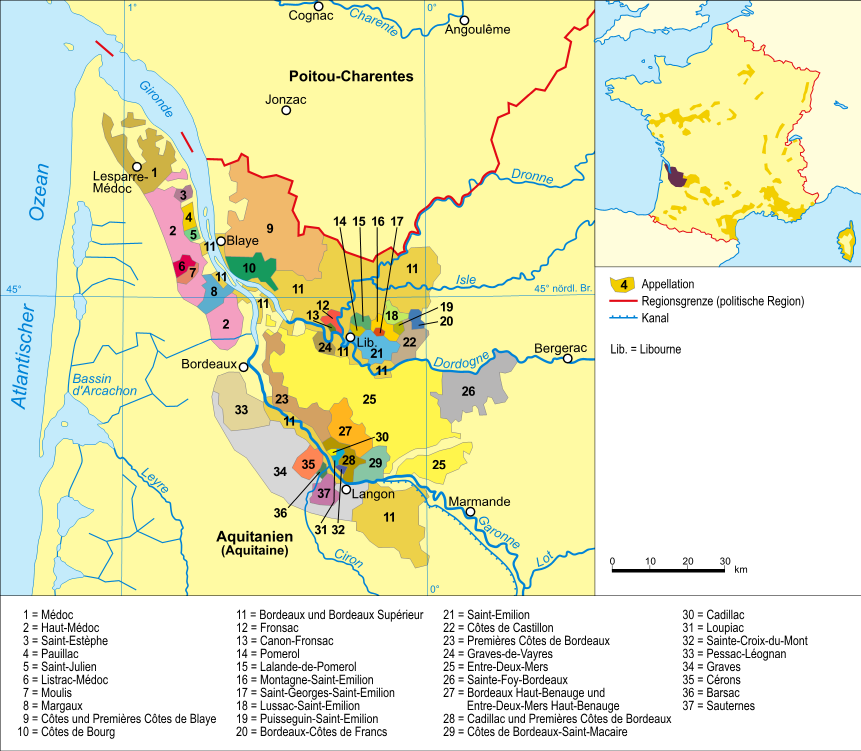
Vignoble de Bordeaux.
Vignoble de Bourgogne (vignoble de l'Auxerrois non inclus).
Vignoble de l'Auxerrois.
Vignoble de Champagne.
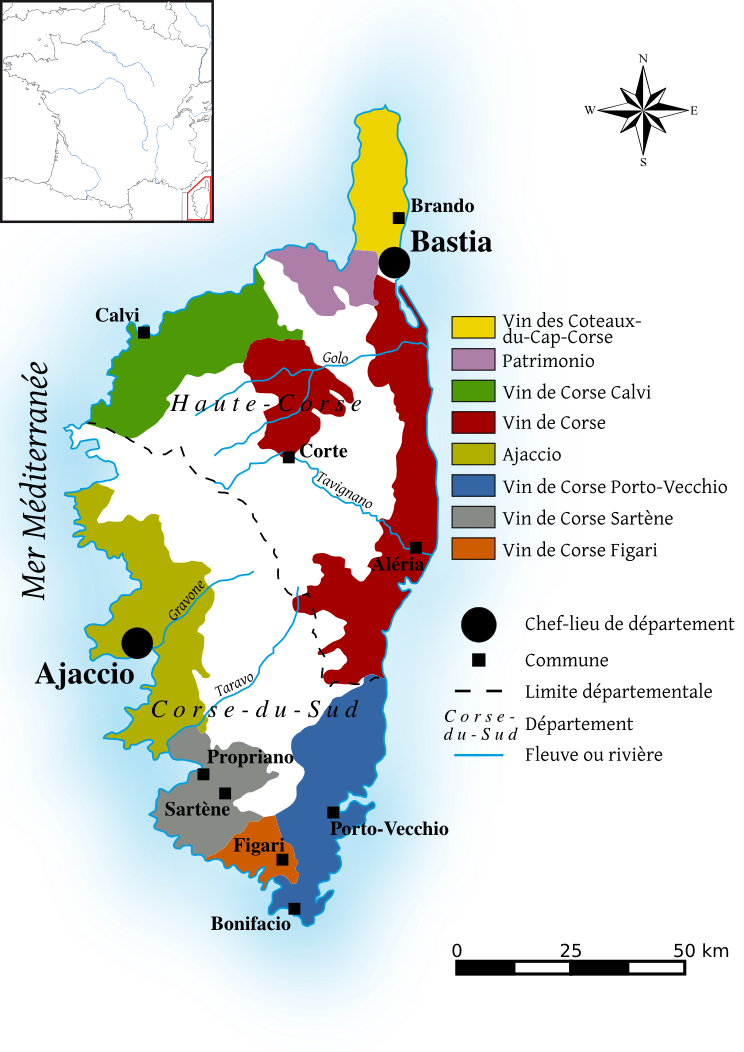
Vignoble de Corse.
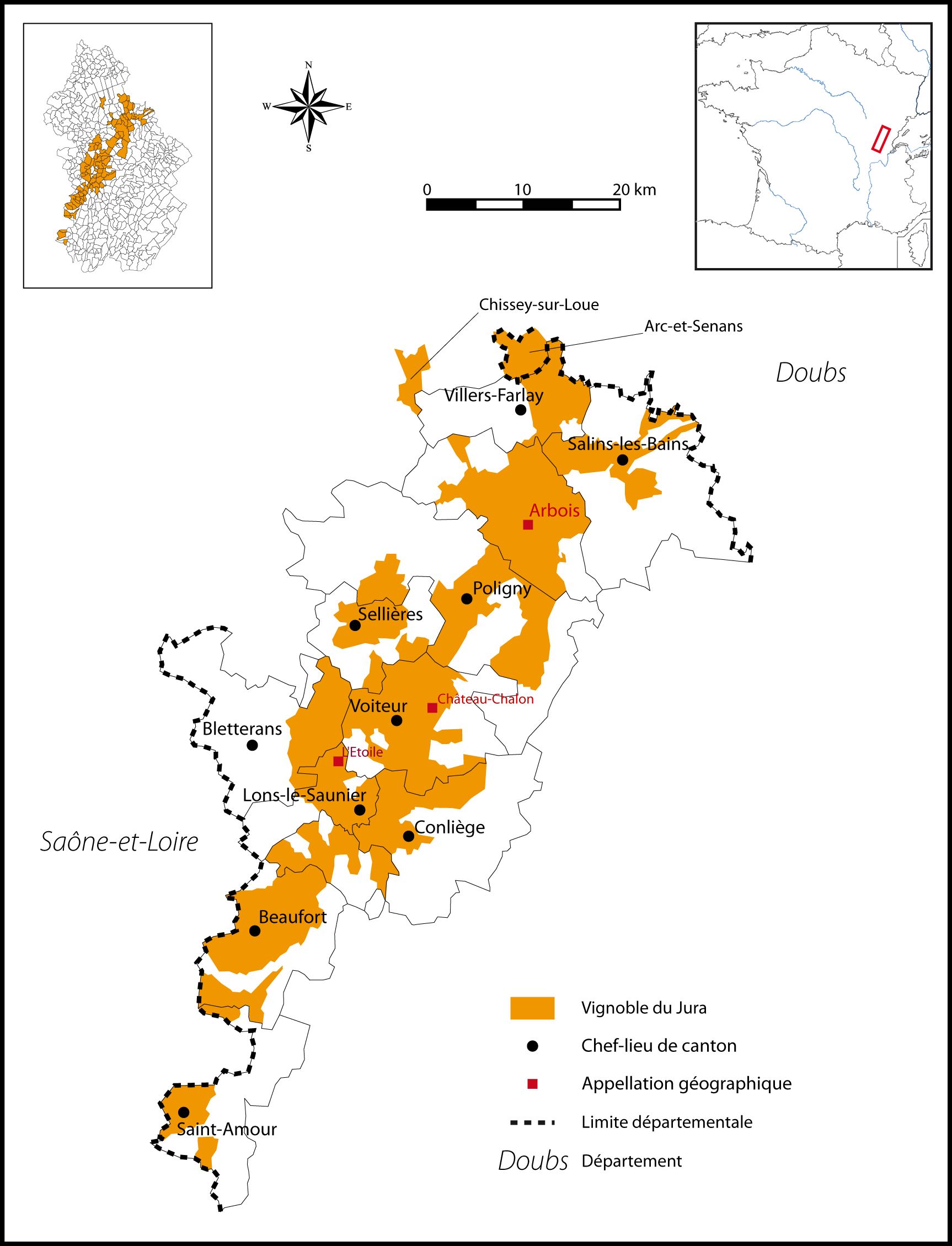
Vignoble du Jura.
Vignoble du Languedoc-Roussillon.
Vignoble de Provence.
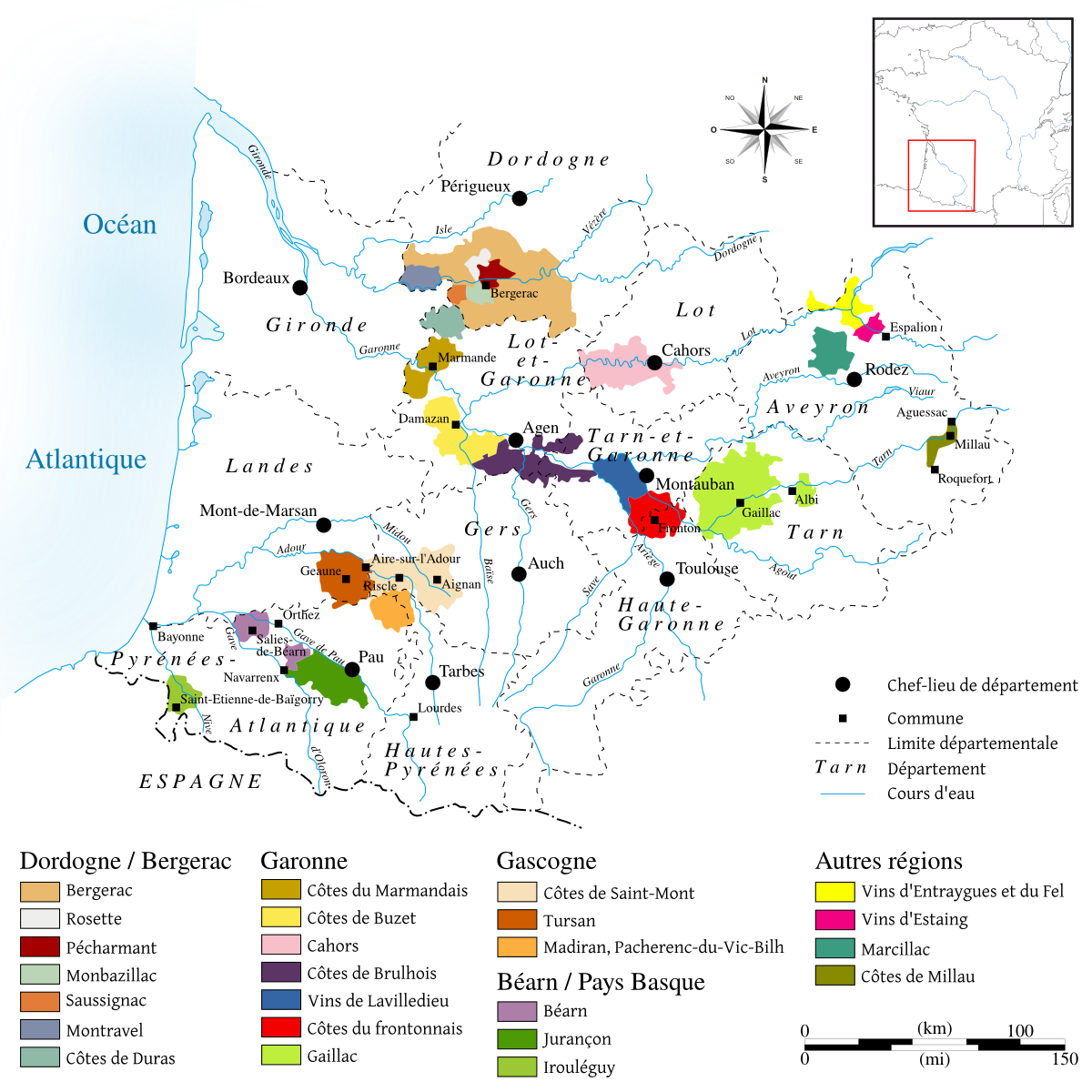
Vignoble du Sud-Ouest.
Vignoble du Val de Loire.
Vignoble de la vallée du Rhône.

## Réglementation française

### Réforme de la filière viti-vinicole française
En juillet 2004, le ministre de l'Agriculture Hervé Gaymard a lancé la réforme de filière viti-vinicole française en recevant les représentants des organisations professionnelles qui siègent au conseil de l'Onivins (Office national interprofessionnel des vins). Il s'agit de sortir d'une des plus grandes crises que le secteur ait connue de son histoire (la plus grave restant la crise phylloxérique qui a vu disparaître certains vignobles entiers), car pas une région n'échappe à la chute dramatique des ventes et aux faillites en nombre.
Trois causes sont responsables de la situation actuelle, une baisse constante de la consommation aux plans mondial et national (la France restant le premier pays consommateur au monde), la concurrence des vins étrangers, renforcée par un euro trop fort, mais également une complexité extrême de la production française et son inadéquation aux marchés étrangers. Le pire peut côtoyer le meilleur et les consommateurs sont décontenancés devant les étiquettes des vins français et leur classement entre les vins de table, les vins de pays, les vins de qualité produits dans des régions déterminées, les vins sous appellations d'origine vins délimités de qualité supérieure, les vins sous appellation d'origine contrôlée et les crus.
René Renou, président du comité des vins et spiritueux de l'INAO, chargé des AOC et auteur d'un projet de réforme radical, annonce : « Si nous ne faisons pas le ménage nous-mêmes, le marché le fera à notre place (…). Le consommateur ne s'y retrouve pas, il faut regagner sa confiance et produire toujours de meilleurs vins ».
La nouvelle organisation proposée s'articule autour de deux grands groupes de produits :
- ceux dont l'offre est bâtie sur le terroir et la typicité, comme les AOC (« marketing de l'offre ») ;
- ceux capables de répondre aux attentes de chaque catégorie de consommateurs et à même de s'adapter aux exigences des marchés internationaux (« marketing de la demande »), ceux où la concurrence est la plus dure, et où l'on va proposer des vins identifiables par leur cépage ou par leur marque, et qui pourront avoir accès à de nouvelles technologies.

La réforme de la filière viti-vinicole française a conduit, en 2006, à la création des conseils de bassin viticole.

### Appellations
Le système d'appellations visant à protéger les produits agricoles, dont le vin, fut d'abord établi en France par la loi du 1er août 1905. Les autres pays du reste du monde commencèrent alors à l'imiter. La France faisant partie de l'Union européenne, la classification de ses vins d'appellation doit s'harmoniser avec celle de l'UE.
Pour être reconnu et commercialisé, un vin doit obtenir un agrément de FranceAgriMer ou respecter un cahier des charges tout d'abord soumis à l'INAO. L'officialisation de l'appellation est alors publiée dans le Journal officiel. Depuis le 1er août 2009, les vins français sont classés en trois catégories :
- les vins sans indication géographique (IG), sous le contrôle de FranceAgriMer[47]. Ces vins portent la mention « Vin de France ». Leur nombre peut varier d'année en d'année en fonction des agréments accordés par FranceAgriMer aux opérateurs et des choix de ces derniers.
- les vins sous indication géographique protégée (IGP), sous le contrôle de l'INAO[48]. Ces vins regroupent 75 appellations[49] au 31 juillet 2018.
- les vins sous appellation d'origine contrôlée (AOC), sous le contrôle de l'INAO[50]. Ces vins bénéficient également de l'AOP. Ces vins regroupent 313 appellations[51] au 31 juillet 2018. Le décompte direct des vins sous AOC n'est cependant pas représentatif. En effet, ces vins disposent d'un système interne de classement permettant à certains d'entre eux d'apposer la mention « Cru » sur l'étiquette du produit. Le classement des crus n'est cependant pas homogène au niveau national, ni même parfois au niveau régional.

### Encépagement
Pour la production de vins sans indication géographique, la liste des cépages autorisés est définie par la législation.
Pour la production de vins sous IGP ou sous AOC, les cépages indiqués dans cette liste sont autorisés à condition d'être inscrits, et dans les conditions fixées, dans le cahier des charges de chaque appellation.
Selon les vignobles, les cépages peuvent être vinifiés seuls (vins mono-cépages) ou mélangés (vins d'assemblage). L'Alsace et la Bourgogne sont par exemple des vignobles traditionnels de vins mono-cépages alors que le châteauneuf-du-pape et le gaillac sont l'illustration la plus flagrante du concept d'assemblage (jusqu'à treize cépages différents sont autorisés). Dans un même vignoble, les deux pratiques peuvent coexister : ainsi dans le Bordelais, les médoc résultent souvent d'assemblage, alors que les saint-émilion et pomerol sont fréquemment de purs merlot.

## Cépages cultivés en France

### Cépages les plus courants
Lors des vendanges de 2017, les cépages les plus courants sont les suivants:
| Cépages les plus courants en France (situation de 2017, surfaces cultivées > 1 000 ha) | Cépages les plus courants en France (situation de 2017, surfaces cultivées > 1 000 ha) | Cépages les plus courants en France (situation de 2017, surfaces cultivées > 1 000 ha) | Cépages les plus courants en France (situation de 2017, surfaces cultivées > 1 000 ha) |
| Cépage                                                                                 | Couleur                                                                                | Surface (%)                                                                            | Surface (hectares)                                                                     |
| -------------------------------------------------------------------------------------- | -------------------------------------------------------------------------------------- | -------------------------------------------------------------------------------------- | -------------------------------------------------------------------------------------- |
| 1. Merlot                                                                              | rouge                                                                                  | 14.6%                                                                                  | 114 638                                                                                |
| 2. Ugni blanc                                                                          | blanc                                                                                  | 10.9%                                                                                  | 85 158                                                                                 |
| 3. Grenache                                                                            | rouge                                                                                  | 10.6%                                                                                  | 82 796                                                                                 |
| 4. Syrah                                                                               | rouge                                                                                  | 8.4%                                                                                   | 65 592                                                                                 |
| 5. Cabernet sauvignon                                                                  | rouge                                                                                  | 6.2%                                                                                   | 48 439                                                                                 |
| 6. Chardonnay                                                                          | blanc                                                                                  | 5.5%                                                                                   | 43 420                                                                                 |
| 7. Cabernet franc                                                                      | rouge                                                                                  | 4.2%                                                                                   | 33 171                                                                                 |
| 8. Carignan                                                                            | rouge                                                                                  | 4.1%                                                                                   | 31 724                                                                                 |
| 9. Sauvignon blanc                                                                     | blanc                                                                                  | 3.9%                                                                                   | 30 691                                                                                 |
| 10. Gamay                                                                              | rouge                                                                                  | 3.1%                                                                                   | 24 211                                                                                 |
| 11. Pinot noir                                                                         | rouge                                                                                  | 3.0%                                                                                   | 23 377                                                                                 |
| 12. Cinsault                                                                           | rouge                                                                                  | 2.4%                                                                                   | 18 588                                                                                 |
| 13. Colombard                                                                          | blanc                                                                                  | 1.4%                                                                                   | 10 710                                                                                 |
| 14. Sémillon                                                                           | blanc                                                                                  | 1.3%                                                                                   | 10 537                                                                                 |
| 15. Chenin                                                                             | blanc                                                                                  | 1.3%                                                                                   | 10 090                                                                                 |
| 16. Mourvèdre                                                                          | rouge                                                                                  | 1.2%                                                                                   | 9 170                                                                                  |
| 17. Melon de Bourgogne                                                                 | blanc                                                                                  | 1.1%                                                                                   | 8 756                                                                                  |
| 18. Muscat blanc à petits grains                                                       | blanc                                                                                  | 1.0%                                                                                   | 7 674                                                                                  |
| 19. Malbec                                                                             | rouge                                                                                  | 0.9%                                                                                   | 7 297                                                                                  |
| 20. Viognier                                                                           | blanc                                                                                  | 0.9%                                                                                   | 6 656                                                                                  |
| 21. Vermentino                                                                         | blanc                                                                                  | 0.8%                                                                                   | 6 035                                                                                  |
| 22. Grenache blanc                                                                     | blanc                                                                                  | 0.7%                                                                                   | 5 804                                                                                  |
| 23. Marselan                                                                           | rouge                                                                                  | 0.7%                                                                                   | 5 568                                                                                  |
| 24. Caladoc                                                                            | rouge                                                                                  | 0.6%                                                                                   | 4 646                                                                                  |
| 25. Gros manseng                                                                       | blanc                                                                                  | 0.5%                                                                                   | 3 669                                                                                  |
| 26. Riesling                                                                           | blanc                                                                                  | 0.4%                                                                                   | 3 482                                                                                  |
| 27. Gewurztraminer                                                                     | rosé                                                                                   | 0.4%                                                                                   | 3 473                                                                                  |
| 28. Pinot gris                                                                         | gris                                                                                   | 0.4%                                                                                   | 3 016                                                                                  |
| 29. Muscat de Hambourg                                                                 | rouge                                                                                  | 0.4%                                                                                   | 2 990                                                                                  |
| 30. Hybrides Divers                                                                    | Divers                                                                                 | 0.4%                                                                                   | 2 950                                                                                  |
| 31. Tannat                                                                             | rouge                                                                                  | 0.4%                                                                                   | 2 835                                                                                  |
| 32. Alicante Bouschet                                                                  | rouge                                                                                  | 0.3%                                                                                   | 2 542                                                                                  |
| 33. Auxerrois blanc                                                                    | blanc                                                                                  | 0.3%                                                                                   | 2 479                                                                                  |
| 34. Muscat d'Alexandrie                                                                | blanc                                                                                  | 0.3%                                                                                   | 2 467                                                                                  |
| 35. Roussanne                                                                          | blanc                                                                                  | 0.3%                                                                                   | 2 128                                                                                  |
| 36. Clairette                                                                          | blanc                                                                                  | 0.3%                                                                                   | 2 097                                                                                  |
| 37. Grolleau                                                                           | rouge                                                                                  | 0.3%                                                                                   | 2 080                                                                                  |
| 38. Aligoté                                                                            | blanc                                                                                  | 0.3%                                                                                   | 1 969                                                                                  |
| 39. Nielluccio                                                                         | rouge                                                                                  | 0.2%                                                                                   | 1 921                                                                                  |
| 40. Marsanne                                                                           | blanc                                                                                  | 0.2%                                                                                   | 1 699                                                                                  |
| 41. Piquepoul blanc                                                                    | blanc                                                                                  | 0.2%                                                                                   | 1 697                                                                                  |
| 42. Macabeu                                                                            | blanc                                                                                  | 0.2%                                                                                   | 1 675                                                                                  |
| 43. Grenache gris                                                                      | gris                                                                                   | 0.2%                                                                                   | 1 657                                                                                  |
| 44. Mauzac                                                                             | blanc                                                                                  | 0.2%                                                                                   | 1 654                                                                                  |
| 45. Fer servadou                                                                       | rouge                                                                                  | 0.2%                                                                                   | 1 571                                                                                  |
| 46. Pinot Meunier                                                                      | rouge                                                                                  | 0.2%                                                                                   | 1 468                                                                                  |
| 47. Muscadelle                                                                         | blanc                                                                                  | 0.2%                                                                                   | 1 456                                                                                  |
| 48. Petit manseng                                                                      | blanc                                                                                  | 0.2%                                                                                   | 1 412                                                                                  |
| 49. Petit verdot                                                                       | rouge                                                                                  | 0.2%                                                                                   | 1 371                                                                                  |
| 50. Aramon                                                                             | rouge                                                                                  | 0.2%                                                                                   | 1 193                                                                                  |
| 51. Sciaccarello                                                                       | rouge                                                                                  | 0.2%                                                                                   | 1 193                                                                                  |
| 52. Pinot blanc                                                                        | blanc                                                                                  | 0.1%                                                                                   | 1 172                                                                                  |
| 53. Négrette                                                                           | rouge                                                                                  | 0.1%                                                                                   | 1 109                                                                                  |
| 54. Sauvignon gris                                                                     | gris                                                                                   | 0.1%                                                                                   | 1 062                                                                                  |
| 55. Chasselas                                                                          | blanc                                                                                  | 0.1%                                                                                   | 1 051                                                                                  |
| Tous les cépages blancs                                                                |                                                                                        | 33.6%                                                                                  | 265 029                                                                                |
| Tous les cépages rouges, rosés et gris                                                 |                                                                                        | 66.4%                                                                                  | 514 486                                                                                |
| TOTAL                                                                                  |                                                                                        | 100.0%                                                                                 | 779 515                                                                                |

### Cépages de cuve

#### Cépages blancs
| - Abondant, 2 hectares (Alsace, Moselle) - Aligoté, 1 953 hectares (Bourgogne, Beaujolais, Savoie) - Altesse, 359 hectares (Savoie) - Aramon blanc - Aramon gris - Aranel - Arbane (Champagne) - Arbois, 379 hectares (Loir-et-Cher, Indre et Vienne) - Arriloba, 15 hectares - Arrufiac - Aubin blanc - Aubin vert - Auxerrois - Baco blanc, 725 hectares (Gascogne) - Barbarroux - Baroque (Sud-Ouest) - Biancu gentile - Blanc dame - Bouquettraube - Bourboulenc, 582 hectares (Provence, Languedoc) - Bouteillan - Camaralet de Lasseube (Sud-Ouest) - Carcajolo blanc (Corse) - Carignan blanc, 364 hectares (Languedoc) - Chardonnay, 45 243 hectares (Bourgogne, Champagne, Beaujolais, Alsace, Savoie, Touraine) - Chasan B, 749 hectares (Languedoc, Roussillon) - Chasselas blanc, 1 598 hectares (Alsace, Savoie) - Chasselas rose - Chenin blanc, 9 825 hectares (Loire, Limoux) - Clairette, 2 325 hectares (Languedoc, vallée du Rhône) - Clarin - Claverie - Codivarta - Colombard, 8 173 hectares (Sud-Ouest, Charentes, Bordeaux) - Colombaud - Courbu blanc (Sud-Ouest) - Crouchen (Sud-Ouest) - Danlas, 255 hectares - Elbling - Folignan - Folle-blanche, 1 728 hectares (Pays nantais, Gascogne, Charentes) - Gamay blanc Gloriod - Genovèse - Gewurztraminer, 3 168 hectares (Alsace, Moselle) - Goldriesling - Graisse - Grenache blanc, 5 004 hectares (Provence, Languedoc, Roussillon) - Gringet - Gros manseng blanc, 2 959 hectares (Sud-Ouest) - Gros vert - Isabelle - Jacquère, 1 013 hectares (Savoie, Bugey) - Jurançon blanc (Jurançon, Armagnac, Charentes) - Knipperlé (Alsace) - Lauzet - Len de l'el, 629 hectares (Gaillac) - Liliorila - Listán - Macabeu, 2 446 hectares (Roussillon, Languedoc) - Marsanne, 1 362 hectares (vallée du Rhône) - Mauzac, 1 906 hectares (Gaillac, Limoux) |  | - Mauzac rose - Mayorquin - Melon, 12 305 hectares (Muscadet, Beaujolais, Bourgogne) - Merlot blanc, 176 hectares (Bordeaux) - Meslier Saint-François - Molette (Savoie) - Mondeuse Blanche - Montils - Müller-thurgau - Muscadelle, 1 566 hectares (Bordeaux, Bergerac, Buzet, Gaillac) - Muscat d'Alexandrie, 2 571 hectares - Muscat blanc à petits grains, 7 671 hectares - Muscat cendré - Muscat ottonel (Alsace) - Œillade Blanche (Châteauneuf-du-Pape, Palette) - Ondenc (Sud-Ouest) - Orbois (cépage)Orbois - Paga Debiti - Pascal - Perdea - [Perdin]http://lescepages.free.fr/perdin.html - Petit courbu (Sud-Ouest) - Petit manseng blanc, 1 063 hectares (Sud-Ouest) - Petit meslier - Peurion - Pinot blanc, 1 280 hectares (Alsace, Champagne, Bourgogne) - Pinot gris, 2 674 hectares (Alsace, Bourgogne, Moselle) ; c'est un cépage rosé donnant des vins blancs qui n'ont plus le droit de s'appeler tokay. - Piquepoul blanc, 1 492 hectares (Languedoc) - Piquepoul gris - Précoce bousquet - Précoce de Malingre - Raffiat de Moncade - Ravat blanc - Rayon d'Or - Riesling, 3 513 hectares (Alsace, Moselle) - Riminèse - Rolle, 2 635 hectares (Bellet, Corse) - Romorantin (Cour-Cheverny, Valençay) - Roublot - Roussanne, 1 457 hectares (Savoie, vallée du Rhône) - Roussette d'Ayze - Sacy - Saint-pierre doré - Sauvignon, 27 931 hectares (Bordeaux, Sud-Ouest, Loire, Provence) - Sauvignon gris, 553 hectares - Savagnin blanc, 483 hectares (Jura) - Savagnin rose (klevener de Heiligenstein en Alsace) - Select - Sémillon, 11 566 hectares (Sud-Ouest, Bordeaux, Provence) - Servant - Seyval blanc - sylvaner, 1 346 hectares (Alsace, Moselle) - Terret blanc, 1 390 hectares - Terret gris - Tourbat - Ugni blanc, 83 445 hectares (Bordeaux, Charentes, Sud-Ouest) - Valérien - Verdesse (Savoie) - Vermentino, 3 825 hectares (Provence, Languedoc, Corse) - Villard blanc, 274 hectares - Viognier, 4 823 hectares (vallée du Rhône, Languedoc, Roussillon) |

#### Cépages noirs
| - Abouriou, 329 hectares - Aleatico - Alicante-henri-bouschet, 4 322 hectares - Aramon, 2 547 hectares - Arinarnoa, 149 hectares - Arrouya - Aubun, 553 hectares (Languedoc) - Bachet noir - Beaunoir - Baco noir - Béclan - Béquignol - Bouchalès - Bouillet - Braquet - Brun argenté - Cabernet franc, 36 302 hectares (Bordeaux, Loire) - Cabernet sauvignon, 54 434 hectares (Bordeaux, Sud-Ouest, Touraine, Provence) - Caladoc, 2 464 hectares - Calitor - Carcajolo noir - Carignan, 47 721 hectares (Languedoc-Roussillon, Provence, Corse) - Carménère (Bordeaux, cépage oublié) - Castets - César (Bourgogne, près d'Irancy) - Cinsault, 19 505 hectares (Languedoc, Provence, Corse) - Chambourcin, 725 hectares - Chatus - Chenanson, 466 hectares - Clairette rose, 237 hectares - Colobel - Couderc noir, 207 hectares - Counoise, 408 hectares (Provence, Languedoc, vallée du Rhône) - Courbu noir (Sud-Ouest) - Dameron - Duras, 892 hectares (Gaillac) - Dureza (Ardèche) - Egiodola, 248 hectares - Ekigaïna - Etraire de la Dui - Fer servadou, 1 592 hectares (Marcillac, Gaillac) - Feunate - Florental - Franc noir de la Haute-Saône - Fuella nera - Gamay, 29 698 hectares (Beaujolais, Loire, Savoie, Marmandais, Gaillac, Lorraine) - Gamay de Bouze, 196 hectares - Gamay de Chaudenay - Gamay Fréaux - Ganson - Garonnet - Gascon - Gouget - Gramon - Grassen - Grenache, 90 991 hectares (Roussillon, Languedoc, Provence, Corse) - Grenache gris, 1 635 hectares - Grolleau, 2 308 hectares (Loire) - Grolleau gris, 451 hectares - Joubertin, 2 hectares (Savoie) |  | - Jurançon noir, 663 hectares - Landal - Léon-millot - Lival - Lledoner pelut, 407 hectares - Malbec (côt), 6 123 hectares (Cahors, Bordeaux, Buzet, Loire) - Mancin - Manseng noir - Maréchal-foch - Marselan, 2 599 hectares - Mérille, 130 hectares (Sud-Ouest) - Merlot, 114 675 hectares (Bordeaux, Sud-Ouest, Languedoc) - Milgranet - Mollard - Mondeuse, 296 hectares (Savoie, Bugey) - Monerac - Morrastel - Mourvaison - Mourvèdre, 9 257 hectares (Languedoc, Roussillon, Provence, vallée du Rhône, Corse) - Mouyssaguès - Muresconu (Corse) - Muscardin (Châteauneuf-du-Pape) - Muscat rouge à petits grains, 309 hectares - Muscat noir à petits grains - Muscat de Hambourg, 3 441 hectares - Négrette, 1 200 hectares (Fronton) - Nielluccio, 1 511 hectares (Corse) - Noir fleurien (Auvergne) - Oberlin noir (Alsace) - Persan - Petit verdot, 896 hectares (Bordeaux) - Pineau d'Aunis, 437 hectares (Loire) - Pinot meunier, 11 087 hectares (Champagne, Lorraine) - Pinot noir, 30 086 hectares (Bourgogne, Champagne, Alsace, Savoie, Touraine, Lorraine) - Piquepoul noir - Plant droit - Plantet, 1 060 hectares - Portan, 264 hectares - Portugais bleu - Poulsard, 307 hectares (Jura) - Prunelard - Regent - Ribol - Rosé du Var - Rubilande - Saint-macaire - Sciaccarello, 790 hectares (Corse) - Ségalin - Seinoir - Semebat - Servanin - Syrah, 67 382 hectares (vallée du Rhône, Provence, Languedoc, Gaillac) - Tannat, 2 863 hectares (Madiran, Cahors, Gascogne) - Tempranillo, 680 hectares - Téoulier - Terret noir, 369 hectares (Provence, Languedoc) - Tibouren, 443 hectares - Tressot - Trousseau, 172 hectares (Jura) - Valdiguié - Varousset - Velteliner rouge précoce - Villard noir, 1 265 hectares |

 source : ONIVINS, statistique 2010.

### Cépages de table
| - Alphonse-lavallée, noir - Admirable de Courtiller, blanc - Angevine Oberlin, voir Madeleine Oberlin - Black Hamburg, voir Frankenthal - Cardinal, noir - Chasselas, blanc - Chasselas doré de Fontainebleau, voir chasselas - Chasselas de Moissac, voir Chasselas - Chasselas de Thomery, voir Chasselas - Dabouki, blanc, synonymes : Malaga blanc, Sabal Kanskoï - Danlas blanc - Danube, voir Alphonse-lavallée - Dattier de Beyrouth blanc, synonyme : Regina - Fendant (Savoie), voir chasselas - Frankenthal, noir, synonymes : Black Hamburg, Chasselas de Jérusalem - Gros Colmam, noir - Gros vert, blanc, synonymes : Verdaou, Verdal - Gros vert blanc (Alpes-Maritimes) - Idéal, voir Italia - Italia, blanc, synonymes : Idéal, Muscat d'Italie - Jaoumet, blanc, synonyme : Saint-Jacques - Madeleine Oberlin, blanc, synonyme : Angevine Oberlin | - Malaga blanc, voir Dabouki - Muscat d'Alexandrie, synonymes : Muscat romain, Muscat d'Espagne, Zibbibo (Italie) - Muscat d'Espagne, voir Muscat d'Alexandrie - Muscat de Hambourg, noir - Muscat d'Italie, voir Italia - Muscat romain, voir Muscat d'Alexandrie - Nonay, voir Servant - Œillade noire - Olivette blanche - Olivette noire - Perle de Czabah, blanc - Regina, voir Dattier de Beyrouth - Reine des vignes, blanc - Ribier, voir Alphonse-lavallée - Sabal Kanskoï, voir Dabouki - Saint-Jacques, voir Jaoumet - Saint-Jeannet, blanc - Servant, blanc, synonyme : Nonay - Sultanine, blanc - Valensy, noir - Verdal, voir Gros vert - Verdaou, voir Gros vert |